# Samsan ed-Daula Dadiani
Samsan ed-Daula (Sham ad-Dawlah o Shamandavle) Dadiani fou mtavari de Mingrèlia i Svanètia del 1460 al 1474. Va succeir el seu pare Liparit I Dadiani el 1470. Va morir jove, el 1474, deixant un fill menor (Liparit II Dadiani), i el va succeir el seu oncle Vamek II Dadiani, fill de Mamia II Dadiani i germà de Liparit I Dadiani.